# Candyman (cântec)
Candyman este un single al lui Christina Aguilera.